# ラティフ・ガンディロフ
ラティフ・ガンディロフ（アゼルバイジャン語: Lətif Qəndilov、ロシア語: Латиф Гандилов、英語: Latif Gandilov、1957年 - ）は、アゼルバイジャンの学者、外交官、大使。ロシア語とトルコ語に堪能。既婚、4児の父。2016年より、在ベラルーシ大使を務めている。

## 経歴
1957年、アゼルバイジャン・ソビエト社会主義共和国（当時）のバクーに生まれる。1974年から1978年にかけて、アゼルバイジャン国立経済大学で修学。1978年から1980年にかけて、兵役に就く。除隊後、大学院での修学や研究所での勤務を経て、1986年よりアゼルバイジャン工科大学准教授。1991年にソビエト連邦が解体してアゼルバイジャンが独立したが、1995年まで同大学で准教授を務め上げた。
1995年、当時まだ4年前に独立したばかりであったアゼルバイジャンの外交官に転じる。二等書記官、一等書記官、参事官を経て、2004年から2010年にかけて在カザフスタン大使。2011年から2016年にかけて、在中国大使および非常駐の在北朝鮮大使、在ベトナム大使、在モンゴル国大使。2016年12月、在ベラルーシ大使に任命された。2017年5月2日、ミンスクでルカシェンコ大統領に信任状を捧呈。